# La figlia della tempesta
La figlia della tempesta (The Storm Daughter) è un film muto del 1924 diretto da George Archainbaud.

## Trama
"Brute" Morgan, un marinaio dalla terribile reputazione, cattura l'equipaggio di un'imbarcazione, facendo prigioniera anche Kate Masterson che lui costringe ai lavori più faticosi. Rennert, uno dei marinai, guida un ammutinamento contro Morgan che finisce ai ferri. Quando, però, scoppia un terribile uragano, gli ammutinati ricorrono alla sua esperienza di marinaio per cercare di salvarsi. La nave affonda e gli unici sopravvissuti sono Morgan e Kate che riescono a raggiungere un'isola deserta. La difficile esperienza ha stemperato il duro carattere di Morgan che finisce per innamorarsi, ricambiato, di Kate.

## Produzione
Il film, con il titolo di lavorazione The Storm's Daughter, fu prodotto dalla Universal Jewel (una branca dell'Universal Pictures che distingueva con questo marchio le pellicole di un certo livello).

## Distribuzione
Il copyright del film, richiesto dalla Universal Pictures, fu registrato il 28 febbraio 1924 con il numero LP19953.
Distribuito dalla Universal Pictures, il film uscì nelle sale cinematografiche degli Stati Uniti il 23 marzo 1924. In Francia, con il titolo Un drame en mer, fu distribuito il 31 ottobre 1924. In Italia, ottenne il visto di censura 20047 nel novembre 1924. In Danimarca, come Stormens Datter, uscì in sala l'11 dicembre 1924; in Finlandia, il 20 settembre 1925.
Alcuni frammenti della pellicola sono conservati negli archivi londinesi del BFI.